# Teratoscincus
Teratoscincus – rodzaj jaszczurek z rodziny Sphaerodactylidae.

## Zasięg występowania
Rodzaj obejmuje gatunki występujące w Zjednoczonych Emiratach Arabskich, Iranie, Afganistanie, Pakistanie, Kazachstanie, Turkmenistanie, Uzbekistanie, Tadżykistanie, Mongolii i Chinach. Niektórzy autorzy podają go także z Kataru i Omanu.

## Systematyka
Rodzaj zdefiniował w 1863 roku rosyjski herpetolog Aleksandr Sztrauch w artykule poświęconym dwóm nowym jaszczurkom z Persji opublikowanym na łamach Bulletin de l’Académie Impériale des Sciences de St. Pétersbourg. Gatunkiem typowym jest (oznaczenie monotypowe) Teratoscincus keyserlingii. 

### Etymologia
Teratoscincus: gr. τερας teras, τερατος teratos ‘cud, dziw, potwór’; σκιγκος skinkos lub σκίγγος skíngos ‘rodzaj jaszczurki, scynk’.

### Podział systematyczny
Do rodzaju należą następujące gatunki: 
- Teratoscincus bedriagai Nikolsky, 1900
- Teratoscincus keyserlingii Strauch, 1863
- Teratoscincus mesriensis Nazarov, Radjabizadeh, Poyarkov, Ananjeva, Melnikov & Rastegar-Pouyani, 2017
- Teratoscincus microlepis Nikolsky, 1900
- Teratoscincus przewalskii Strauch, 1887
- Teratoscincus roborowskii Bedriaga, 1906
- Teratoscincus rustamowi Szczerbak, 1979
- Teratoscincus scincus (Schlegel, 1858) – scynkogekon środkowoazjatycki[6]
- Teratoscincus sistanense Akbarpour, Shafiei, Sehhatisabet & Damadi, 2017

Status Teratoscincus keyserlingii jako odrębnego gatunku nie jest pewny – przez niektórych naukowców bywa uznawany za podgatunek scynkogekona środkowoazjatyckiego (Teratoscincus scincus). Analiza filogenetyczna przeprowadzona przez J. Roberta Maceya i współpracowników (2005) sugeruje, że linie ewolucyjne tych gatunków rozeszły się prawdopodobnie około 5 mln lat temu, co wspiera teorię o gatunkowej odrębności T. keyserlingii od T. scincus.